# كورياما
كورياما  هي بلدية في اليابان، وبلدة في اليابان، تقع في Sorachi Subprefecture ‏، بلغ عدد سكانها 11,870  نسمة وذلك حسب إحصائيات سنة 2018، تبلغ مساحتها 203.93 كيلومتر مربع.

## توأمة
لكورياما اتفاقيات توأمة مع:
- كاكودا (26 أغسطس 1978 - )

## أعلام
- رين فجيمرا